# Alex Brown-Theriault
Alexander Brown-Theriault (ur. 8 października 1986) – kanadyjski zapaśnik walczący w obu stylach. Piąty na mistrzostwach panamerykańskich w 2015. Trzeci na igrzyskach frankofońskich w 2013. Złoty i brązowy medalista mistrzostw Wspólnoty Narodów w 2007.
Dziesiąty na akademickich MŚ w 2008. Zawodnik Brock University.